# Апаратне повне шифрування диска
Апаратне повне шифрування диска (англ. hardware-based full disk encryption - hardware-based FDE) — метод шифрування диска цілком, в якому шифрування відбувається за допомогою спеціалізованих обчислювальних пристроїв. Інакше кажучи, апаратне шифрування діє на весь диск цілком і повністю.